# BIG GAME'79 HIDEKI
『BIG GAME '79 HIDEKI』（ビッグ・ゲーム '79 ヒデキ）は、1979年10月9日に発売された西城秀樹のライブ・アルバム（2枚組LP）である。

## 内容
「YOUNG MAN (Y.M.C.A.)」が大ヒットした1979年8月24日に後楽園球場において開催された、第2回コンサート『BIG GAME '79 HIDEKI』の模様が収録されているが、激しい雨の中での開催だったため、「ブルースカイ ブルー」と「勇気があれば」は録音状態に問題が生じ、スタジオ録音のものが収録されている。

## 収録曲

### Record-1

#### SIDE A
1. オープニング
2. WE WILL ROCK YOU
作詞・作曲：B. May
3. LOVING YOU BABY
作詞・作曲：P. Stanley, V. Poncia, D. Child
4. HONESTY（オネスティ）
作詞・作曲：B. Joel　訳詞：山本伊織
5. HOT STUFF（ホット・スタッフ (ドナ・サマーの曲)）
作詞・作曲：P. Bellotte, H. Faltermeyer, K. Forsey

#### SIDE B
1. いとしのエリー
作詞・作曲：桑田佳祐
2. ブルースカイ ブルー
作詞：阿久悠　作曲：馬飼野康二
3. DON'T STOP ME NOW
作詞・作曲：F. Mercury
4. EPITAPH（エピタフ）
作詞・作曲：R. Fripp, I. McDonald, G. Lake, M. Giles, P. Sinfield

### Record-2

#### SIDE A
1. I WANNA SHAKE YOUR HAND（シェイク・ユア・ハンド）
作詞・作曲：H. Belolo, V. Willis, J. Morari
ヴィレッジ・ピープル（Village People）のカバー
2. GO WEST（ゴー・ウェスト）
作詞・作曲：H. Belolo, J. Morari　訳詞：あまがいりゅうじ 二村信一
ヴィレッジ・ピープル（Village People）のカバー
3. 愛する君に（I'LL SUPPLY THE LOVE）
作詞・作曲：D. Paich
TOTOのアルバム『宇宙の騎士』収録曲をカバー
4. 勇気があれば
作詞：山下啓介 作曲：筒美京平

#### SIDE B
1. ホップ・ステップ・ジャンプ
作詞：山崎光　作曲：水谷公生
2. この愛の終る時（COMME SI DEVAIS MOURIR DEMEIN）
作曲：J. P. Lang, P. Lemaitre　訳詞：片桐和子
ジョニー・アリディのアルバム 『Country, Folk, Rock（フランス語: Country, Folk, Rock）』収録曲のカバー
3. YOUNG MAN (Y.M.C.A.)
作詞：H. Belolo, V. Willis　作曲：J. Morari　訳詞：あまがいりゅうじ
4. SAILING（セイリング）
作詞・作曲：G. Sutherland　訳詞：あまがいりゅうじ

編曲：前田憲男

## 復刻盤
- 1999年7月23日発売のCD『BIG GAME'79 HIDEKI』
- 2022年6月24日発売、GOH HOTODAによるデジタルリマスタリング盤、Blu-spec CD2、紙ジャケット仕様